# 蕲春之战
蕲春之战，在三国年间的223年6月发生于曹魏和东吴之间。
洞口之战后，吴戲口將晋宗杀死同僚王直叛投曹魏，被调到曹魏在江北蕲春郡新建的前哨为太守。他数次侵吴，想袭击安乐带走被作为人质的家属。作为回应，孙权派贺齐督麋芳、鲜于丹、刘邵、胡综沿江而上，攻蕲春。天气极热，吴军大多开始撤退，晋宗因而解除了守卫，使贺齐得以渗入魏军，生擒晋宗等叛军，叛乱平息。此事发生于大别山南麓。